# Группа АДВ
Группа АДВ — российская коммуникационная группа, объединяющая 23 рекламных агентства. Является российским партнёром мировых рекламных холдингов Interpublic Group и Havas. По итогам 2023 года, группа АДВ в составе баингового альянса АДВ и «Игроник», созданном в 2023 году, заняла 3-е место в рейтинге крупнейших медиахолдингов России по объему закупок по версии Ассоциации коммуникационных агентств России (АКАР) и Sostav.ru. Общий бюджет медиазакупок группы составил 64 304 млрд рублей (без учета НДС).

## История
Прародителем группы было креативное агентство «Адвента», созданное в 1995 году. В 2000 году «Адвента» была преобразована в ADV Group и вошла в состав учредителей PRP Group, на тот момент группа включала 8 компаний.
В 2001 году группа подписала соглашение об аффилиации с McCann Erickson Worldgroup. В 2003 году АДВ открыла в России и СНГ агентства MPG, аффилированные с французской группой Havas; в 2007 году в результате конфликта между собственниками отделились агентства Target, Brand New и Progression; в 2009 году компании объявили о стратегическом партнёрстве и образовали совместное предприятие Euro RSCG Russia. В 2012 году группа также выводит на российский рынок агентства Havas Digital и Havas Sports&Entertainment. На 2011 год АДВ представляла в России и ещё шести странах СНГ интересы двух западных коммуникационных холдингов: Interpublic Group (их лицензиатами были медиаагентства Initiative (агентство) и UM, а также креативные агентства Lowe Adventa и McCann Erickson) и Havas (MPG и Arena-Magic Box).
В 2013 году в ходе реструктуризации брендов, входящих в Havas Media Group (MPG, Arena Magic Box, Havas Sports & Entertainment и Havas Digital), медийное агентство MPG Russia переименовано в Havas Media Russia.
В 2017 году АДВ была реорганизована с разделением на несколько бизнес-дивизионов. По состоянию на 2020 год структура группы выглядит следующим образом:
- Havas Village объединяет агентства, работающие в рамках сетевых договоренностей с французской Havas (агентства Havas Media, Arena, а также агентства Havas Creative Group Russia);
- IPG объединяет бизнесы, связанные с американской IPG (агентства Initiative, UM, Maxima, McCann Moscow, MullenLowe Moscow, FCB Moscow);
- «АДВ Экспириенс» интегрирует существующие активы группы в области маркетинговых услуг и PR (агентства TMA-Draft, Octagon, Momentum, Impacto, PRP, Havas Sports&Entertainment, Native);
- АДВ Лаб и Бенчмарк - специализируется на разработке технологических решений в сфере adtech, а также закупках рекламы в цифровых и оффлайн-медиа. В состав дивизиона входят два digital-агентства (Reprise, ADLABS).

## Образовательная деятельность
В 2007 году группа АДВ выступила инициатором создания кафедры «АДВ — маркетинговые коммуникации» на базе и при содействии МГИМО МИД России.
В 2018 году АДВ, совместно с «Майкрософт» и Nvidia, объявила о запуске магистерской программы «Искусственный интеллект» на базе кафедры цифровой экономики и искусственного интеллекта МГИМО.

## Управление
В феврале 2023 года пост президента группы АДВ занял Олег Лещук. Олег также является председателем Комитета по маркетингу и цифровой рекламе общероссийской общественной организации «Деловая Россия» и членом Экспертного совета по вопросам законодательства о рекламе при Федеральной антимонопольной службе.

## Награды
Входящие в состав группы АДВ агентства являются обладателями наград российских и международных рекламных фестивалей, среди ключевых наград последних лет:
- Каннские львы: золото (FCB Moscow, 2017)[20];
- The Globes Awards[англ.]: золото (TMA-Draft, 2017)[21];
- Eurobest[англ.]: бронза (FCB Moscow, 2017)[22];
- IPRA Golden World Awards[англ.] for Excellence: золото (PRP, 2019)[23];
- White Square: серебро и бронза (MullenLowe Moscow, 2018)[24];
- Red Apple: серебро (Havas Moscow, 2018)[25];
- Silver Mercury: бронза (Initiative, 2019);
- MIXX Russia Awards: золото (Initiative, 2019);
- MIXX Russia Awards : серебро (Havas Media, 2019);
- Effie Awards Russia: серебро, бронза (Arena, 2020);
- Effie Awards Russia: золото, золото, золото, бронза (Havas Media, 2020);
- Effie Awards Russia: золото, бронза (Havas Creative Group, 2021);
- Effie Awards Russia: серебро, серебро (UM, 2021);
- Eventiada: золото (Initiative, 2021);
- Effie Awards Russia: золото, серебро, бронза (Initiative, 2022);
- Effie Awards Russia: бронза, бронза (Havas Media, 2022);
- Mixx Russia Awards: бронза, бронза, бронза (Havas Media, 2022);
- E+: золото, серебро (Initiative, 2024);
- E+: бронза (Havas Media, 2024).